# 特洛伊鎮區 (愛荷華州賴特縣)
特洛伊鎮區（英語：Troy Township）是位於美國愛荷華州賴特縣的一個行政鎮區。

## 地方資料
根據2010年美國人口普查的數據，特洛伊鎮區的面積為93.40平方千米，當中陸地面積為93.40平方千米，而水域面積為0.00平方千米。當地共有人口247人，而人口密度為每平方千米2.64人。